# エースをねらえ!
『エースをねらえ!』は、山本鈴美香のスポーツ漫画。1973年から1975年および1978年から1980年まで『週刊マーガレット』に連載された。少年少女を中心にテニスブームを起こしたスポーツ根性（スポ根）漫画として知られる。また、アニメ化、テレビドラマ化などもされている。

## 概要
名門・県立西高等学校テニス部に入部した主人公の岡ひろみが、部内のいじめにはじまる様々な苦難を乗り越えて一流テニス選手へと成長していく過程を描く。
原作漫画は、『週刊マーガレット』の1973年2・3合併号より1975年5号まで連載され、いったん完結。その後、アニメ版第1作の再放送による人気上昇を受けて第二部として再開され、1978年4・5合併号から1980年8号まで連載された。
作品中の随所に、1920年代に活躍した日本の往年の名選手、福田雅之助（1897年 - 1974年）による有名な"この一球、絶対無二の一球なり"という「庭球訓」が織り込まれている。この漫画を通して、福田の名言もより広く知られるようになった。
原作漫画には、1970年代当時に活躍していた実在選手たちのエピソードも随所に盛り込まれている。とりわけキング夫人、クリス・エバート、コート夫人は大きな位置を占める。他にもロッド・レーバー、ビョルン・ボルグ、イボンヌ・グーラゴングなど、様々な実在選手たちが登場し、オーストラリア・テニス界の黄金時代が終わりに近づいた時代に描かれた作品であることを示している。
単行本はマーガレットコミックス（集英社）から全18巻が刊行された。その後、中公コミック・スーリ愛蔵版（中央公論新社）として全4巻が再刊され、大長編を4冊で読めるとあって、版を重ねた。その後、コミック文庫ブームの先駆けとして中央公論新社よりコミック文庫化（全14巻）、その後ホーム社（発売：集英社）からもコミック文庫全10巻として刊行されている。2004年時点でコミックスの累計部数は約1500万部を記録している。

## 登場人物

### 主要人物
岡 ひろみ（おか ひろみ）
本作の主人公。お蝶夫人こと竜崎麗香に憧れてテニス部に入部する。新任コーチの宗方から代表選手に抜擢されたことで、それまでの生活が一変してしまう。それに翻弄されながらも、宗方の厳しい指導の下、天性の運動神経と持ち前の根性により自身の才能を開花させて行く。平凡ながら愛情豊かな家庭に育ったおかげで、普段は明るく女の子らしい性格の持ち主。自宅の自室にいるシーンでは花柄の半袖のルームウェアを着て、紫色のサングラスをしている。「もちろん」を略して「もち」と言うことがある。
宗方 仁（むなかた じん）
西高コーチに就任早々、ひろみの素質に注目しいきなり彼女を代表選手に抜擢して猛特訓を開始する。このようにその考えや言動は周囲に理解し難いものだが、理屈に合わないことはしない。トップ選手だったが、22歳の時に練習中に倒れて再起不能を宣告された。祖父母と3人暮らし。3年の命だと宣告され絶望していたところに祖父から「体が効かぬなら人を探せ」と言われ、全国を回り見出したひろみを必死に鍛え、自身の死後のひろみを親友の大悟と、彼女に寄り添う藤堂に託して入院先で27歳の生涯を閉じた。
竜崎 麗香（りゅうざき れいか）
通称お蝶夫人。超高校級の実力者で、生徒会副会長。自分に憧れるひろみをテニス部に誘い、妹のようにかわいがる。庭球協会理事の娘として、プライドが高い。初期はひろみに執着する宗方に不信感を抱き、宗方の教えで自分のいる場所にまで登ってきつつあるひろみに対し畏怖に似た感情を抱き、冷淡な態度を取る事もあったが、次第に態度を軟化させ、ひろみのために全力を尽くすようになる。特に、ジャッキー（ジャクリーヌ）とひろみとの架け橋となり、2人のペア実現に多大なる貢献をした。その後、桂の特訓指導や海外組との対戦等を経てどんどんと実力を増すひろみに対し「もうわたくし達はひろみにはかなわない」と蘭子に話す場面もあった。
緑川 蘭子（みどりかわ らんこ）
通称加賀のお蘭。身長175cm。西高の宿敵・加賀高校のエースで、長身から繰り出す弾丸サーブが武器。宗方コーチとは異母兄妹である。ひろみの試合を観戦した際に、ひろみの才能を見抜き自分のライバルになるであろう予感をしていた。が、兄である宗方が目をかけている選手なためか、ひろみに対しては友好的である。
桂 大悟（かつら だいご）
本作品の第二部の主要人物。宗方仁の親友。宗方の再起不能宣告と同時にテニス界を引退する。宗方との"自身が死んだ後、ひろみを立ち直らせ世界に羽ばたかせる"という約束を守るため、永平寺で修行生活に入った。宗方の死後、健康なコーチとしてひろみの復活を支え、世界へ送り出す。

### 県立西高等学校
藤堂 貴之（とうどう たかゆき）
生徒会長。西高テニス部男子副キャプテンでもある。宗方の特訓や先輩たちのいじめに耐えるひろみを優しく励ます。成長初期のひろみを動揺させたことで宗方に苦々しい思いを抱かせるが、彼の忠告を真摯に受け止めて、恋する相手に無闇に激情をぶつけることの愚かさを悟り、ひろみのプレイヤーとしてのステージアップに貢献。渡米直前に「お前達の自覚に任せる」とほぼ交際を許す言葉を与えられる。しかしその後入院した宗方に呼び出され、もうすぐ彼の命が燃え尽きることを宣告され、激しく動揺しつつ宗方の死後のひろみを思い遣り、なお一層のひろみに対する献身を誓う。
尾崎 勇（おざき ゆう）
西高テニス部男子キャプテン。藤堂とダブルスを組めば天下無敵。お蝶夫人に想いを抱き、幾度かモーションもかける。初期のアニメではスポーツ刈りだったが、後のアニメ化では原作通りのデザインに変更された。
愛川 マキ（あいかわ まき）
アニメでは愛川マキ、ドラマでは愛川牧。ひろみの親友。テニス王国と呼ばれる西高テニス部員としては平凡で本人もその事を気にしていたが、明るく優しい性格で、ひろみがレギュラーに選ばれた時も味方であり続けた。その後も選手として戦い続けるひろみを気遣い、支える事になる。西高卒業後、ひろみと同じ短大に進学した。
千葉 鷹志（ちば たかし）
新聞部員（報道部員）で、藤堂・尾崎の親友。空手をたしなみ、黒帯を許されている。テニスの取材・撮影をライフワークにしており、早い時期からひろみに心を惹かれ、新聞部員として彼女の写真を撮り続ける。当初は、自身の価値観を優先して「岡ひろみ」を喧伝するかの如き記事を書き、当のひろみ自身が心底迷惑がり嫌がっているのを無視して自己満足に浸ることもあった。その結果、ほとんどイジメ集団と化していた女子テニス部内の空気をより一層険悪なモノに塗り替えてしまう。しかし、中盤からは、写真からひろみのフォームの弱点を分析して協力したり、親友の藤堂とひろみの仲を応援するなど、ひろみを影ながら支え見守る一人となる。
『まんがアニメック』3号（1984年8月）に『番外エースをねらえ! 西高物語 千葉鷹志編』（カラー3ページ、モノクロ32ページ）として、千葉を主人公とした外伝的な短編が掲載された。
音羽 京子（おとわ　きょうこ）
アニメ、ドラマでは音羽京子。宗方がひろみをレギュラーに抜擢したことでレギュラーを外される上級生。屈辱感からひろみに対し色々な嫌がらせをする。レギュラー復帰を求めてひろみと試合するが、ミスで自滅し敗退する。アニメ版では腕を病魔に蝕まれ、テニスをやめざるをえなくなり、宗方に諭され、ひろみに夢を託す。
香月 茂（こうづき しげる）
西高でのひろみの1つ下の男子部キャプテン。1年時の合宿の時、ひろみと練習試合で対戦する。当初は女子相手とたかをくくっていたが、ひろみのめざしているプレーに気づき、以降は尊敬の念をもって接する。英とともに第2期選抜メンバーの候補生にもなっている．
英 玲（はなぶさ れい）
実力、容姿からお蝶夫人二世と仇名される後輩。ひろみを慕っており、文化祭の時ひろみを勝手に連れて行った藤堂に嫉妬する一面も持つ。
神谷 裕介（かみや ゆうすけ）
英の従弟。ひろみから宗方に教わったことを伝授される後輩。特に似ているというわけではないが、ふとしたはずみに宗方を想起させる。大悟が評して曰く"宗方仁のようなプレイヤーになる"とのことである。
尾崎 愛（おざき あい）
尾崎勇の妹。「兄キの七光り」と言われることを危惧して、西高では声をかけないように兄に言っている。同じクラスメイトであり、同じテニス部である神谷裕介に思いを寄せている。

### その他
宝力 冴子（ほうりき さえこ）
東京・白蘭高校に転入した帰国子女。関東メンバー合宿で自分と同学年のひろみを見つける。世界を知る立場から、ひろみを刺激するライバル。奔放な性格で、宗方コーチを尊敬している。大学生との恋で挫折しインターハイではひろみに惨敗するが、エディの叱責とひろみの真心で再起を果たす。
美咲 優子（みさき ゆうこ）
巻き毛にそばかす、黒目がちの女子。関東メンバー合宿の選抜試合で岡ひろみと初めて対戦する。高度な技の持ち主だが過保護で、合宿中も母親がべったりついて世話をしている。試合中にひろみが力をつけてプレイするようになり審判に反論する、レシーブミスするなど選手としての精彩を欠く。ひろみに敗れそうになると苛立ちからラケットをぶつけて壊し試合放棄で棄権したため、ひろみの勝利となった。
“ジャッキー”ジャクリーヌ・ビント
世界ランキング・プレイヤーで、オーストラリア遠征でレイノルズ家に滞在したひろみを見初め、パートナーとしての彼女を選び宗方を通して正式にペアを申し込んだ。その陰には、ひろみとのペアを切望していた麗香の献身があった。
ゴエモン
ひろみが飼っている黒い猫。ひろみの部屋でよくひろみの思いを聞かされている。バスケットをベッド代わりに寝ていて、ついているタグには「ゴエモン領」と書かれている。シナモンと命名された雌の捨て猫と一緒に暮らし夫婦となり、自身に似た2匹と妻に似た2匹の計4匹の子供の父親になる。なお、ゴエモンという名の黒猫は作者の未完の作品『7つの黄金郷（エルドラド）』でも主人公の双児の飼い猫として登場している。

## 書誌情報

### 単行本
- 山本鈴美香 『エースをねらえ!』 集英社〈マーガレットコミックス〉、全18巻
  1. 「鬼コーチ宗方仁の巻」1973年9月20日発行（8月25日発売[2]）、ISBN 4-08-850128-4
  2. 「関東大会ダブルス1回戦の巻」1973年10月20日発行（9月25日発売[3]）、ISBN 4-08-850130-6
  3. 「めざすは世界一！の巻」1974年1月20日発行（同日発売[4]）、ISBN 4-08-850139-X
  4. 「例外メンバー岡ひろみの巻」1974年4月20日発行（3月25日発売[5]）、ISBN 4-08-850149-7
  5. 「全日本ジュニア選抜試合の巻」1974年10月20日発行（9月25日発売[6]）、ISBN 4-08-850167-5
  6. 「ひろみの青春の巻」1975年1月20日発行（同日発売[7]）、ISBN 4-08-850175-6
  7. 「オーストラリアでの特訓！の巻」1975年5月20日発行（4月25日発売[8]）、ISBN 4-08-850187-X
  8. 「高校女子チャンピオンの巻」1975年6月20日発行（5月24日発売[9]）、ISBN 4-08-850190-X
  9. 「全世界招待試合開始の巻」1975年7月21日発行（6月25日発売[10]）、ISBN 4-08-850193-4
  10. 「栄光への旅だちの巻」1975年8月20日発行（7月25日発売[11]）、ISBN 4-08-850197-7
  11. 「宗方コーチの死の巻」1979年1月20日発行（同日発売[12]）、ISBN 4-08-850379-1
  12. 「たえよ！この悲しみに…の巻」1979年2月20日発行（1月25日発売[13]）、ISBN 4-08-850384-8
  13. 「日本縦断！トーナメントの巻」1980年1月30日発行（1月25日発売[14]）、ISBN 4-08-850451-8
  14. 「キング夫人と対戦!!の巻」1980年2月28日発行（2月25日発売[15]）、ISBN 4-08-850457-7
  15. 「力のかぎり打て!!の巻」1980年3月発行（3月25日発売[16]）、ISBN 4-08-850464-X
  16. 「胸をはって王道を進め！の巻」1980年4月30日発行（4月25日発売[17]）、ISBN 4-08-850471-2
  17. 「国際試合で初優勝！の巻」1980年5月30日発行（5月24日発売[18]）、ISBN 4-08-850478-X
  18. 「あこがれのウインブルドンへ！の巻」1980年6月30日発行（6月25日発売[19]）、ISBN 4-08-850485-2

### 文庫版
- 山本鈴美香 『エースをねらえ!』 集英社〈集英社漫画文庫〉、全18巻
  1. 1978年12月31日発行、ISBN 4-08-612101-8
  2. 1978年12月31日発行、ISBN 4-08-612102-6
  3. 1979年1月31日発行、ISBN 4-08-612103-4
  4. 1979年1月31日発行、ISBN 4-08-612104-2
  5. 1979年2月28日発行、ISBN 4-08-612105-0
  6. 1979年2月28日発行、ISBN 4-08-612106-9
  7. 1979年3月31日発行、ISBN 4-08-612107-7
  8. 1979年3月31日発行、ISBN 4-08-612108-5
  9. 1979年4月25日発行、ISBN 4-08-612109-3
  10. 1979年4月25日発行、ISBN 4-08-612110-7
  11. 1979年8月発行、ISBN 4-08-612111-5
  12. 1979年8月25日発行、ISBN 4-08-612112-3
  13. 1981年6月25日発行、ISBN 4-08-612113-1
  14. 1981年6月25日発行、ISBN 4-08-612114-X
  15. 1981年7月25日発行、ISBN 4-08-612115-8
  16. 1981年7月25日発行、ISBN 4-08-612116-6
  17. 1981年8月25日発行、ISBN 4-08-612117-4
  18. 1981年8月25日発行、ISBN 4-08-612118-2
- 山本鈴美香 『エースをねらえ!』 集英社〈中公文庫 コミック版〉、全14巻
  1. 1994年10月発行、ISBN 4-12-202168-5
  2. 1994年10月18日発行、ISBN 4-12-202169-3
  3. 1994年11月18日発行、ISBN 4-12-202190-1
  4. 1994年11月18日発行、ISBN 4-12-202191-X
  5. 1994年12月18日発行、ISBN 4-12-202212-6
  6. 1994年12月18日発行、ISBN 4-12-202213-4
  7. 1995年1月18日発行、ISBN 4-12-202233-9
  8. 1995年1月18日発行、ISBN 4-12-202234-7
  9. 1995年2月18日発行、ISBN 4-12-202257-6
  10. 1995年2月18日発行、ISBN 4-12-202258-4
  11. 1995年3月18日発行、ISBN 4-12-202279-7
  12. 1995年3月18日発行、ISBN 4-12-202280-0
  13. 1995年4月18日発行、ISBN 4-12-202304-1
  14. 1995年4月18日発行、ISBN 4-12-202305-X
- 山本鈴美香 『エースをねらえ!』 ホーム社〈ホーム社漫画文庫〉、全10巻
  1. 2002年6月18日発売[20]、ISBN 4-8342-7229-X
  2. 2002年6月18日発売[21]、ISBN 4-8342-7230-3
  3. 2002年7月18日発売[22]、ISBN 4-8342-7231-1
  4. 2002年7月18日発売[23]、ISBN 4-8342-7232-X
  5. 2002年8月9日発売[24]、ISBN 4-8342-7233-8
  6. 2002年8月9日発売[25]、ISBN 4-8342-7234-6
  7. 2002年9月18日発売[26]、ISBN 4-8342-7235-4
  8. 2002年9月18日発売[27]、ISBN 4-8342-7236-2
  9. 2002年10月18日発売[28]、ISBN 4-8342-7237-0
  10. 2002年10月18日発売[29]、ISBN 4-8342-7238-9

### 愛蔵版
- 山本鈴美香 『エースをねらえ!』 中央公論社〈中公愛蔵版〉、全4巻
  1. 1989年7月発行、ISBN 4-12-001841-5
  2. 1989年8月発行、ISBN 4-12-001842-3
  3. 1989年11月発行、ISBN 4-12-001879-2
  4. 1989年12月発行、ISBN 4-12-001880-6

### 小説
- 山本鈴美香 『エースをねらえ!』 集英社〈集英社文庫〉、全5巻
  1. 1983年8月発行、ISBN 4-08-610590-X
  2. 1983年10月発行、ISBN 4-08-610606-X
  3. 1983年12月発行、ISBN 4-08-610622-1
  4. 1984年5月発行、ISBN 4-08-610663-9
  5. 1984年10月発行、ISBN 4-08-610702-3

## テレビアニメ
1973年10月5日から1974年3月29日まで毎日放送制作、NETテレビ（現・テレビ朝日）系列で毎週金曜日の19時00分 - 19時30分に放送されたが、視聴率低迷により26話で原作の中盤までを描いて打ち切られた。しかし、その後の再放送で高視聴率をマークしたことで、1978年10月14日から1979年3月31日まで『新・エースをねらえ!』というタイトルで日本テレビ系列で毎週土曜日の19時30分 - 20時00分にリメイク放送された。
その他に1979年に劇場版新作が東宝系で公開され、劇場版の続きにあたるOVA『エースをねらえ!2』『エースをねらえ!ファイナルステージ』が1988年から1990年にかけて発表された。アニメの制作はいずれも東京ムービー。

### エースをねらえ! (テレビアニメ版第1作)
1973年10月5日 - 1974年3月29日、毎日放送・NETテレビ（現・テレビ朝日）系列で放送、全26話

#### テレビアニメ版第1作の構成
県立西高テニス部一年生の岡ひろみが新任の宗方コーチに見出され成長するさまを描いているが、ラストはひろみとお蝶夫人との対決とその決着で終わっており、宗方コーチの死は描かれていない。基本的には原作通りだが、音羽京子に原作にはない設定が加えられるなど、一部で出崎によるアレンジが施された。原作第一部の中盤までの内容で終了している。旧エースとも呼ばれる。

#### スタッフ
- 作画監督 - 椛島義夫、杉野昭夫、北原健雄
  - 作画 - マッドハウス、アニメルーム、トミプロダクション
  - エンディング作画 - 川尻善昭
- 美術監督 - 龍池昇
- 撮影監督 - 三沢勝治、八巻磐
- 録音監督 - 千葉耕市
- 音響効果 - 片岡陽三
- 音楽 - 三沢郷
- 編集 - 井上和夫
- 企画担当 - 斎藤次郎
- 文芸担当 - 丸山正雄、鶴岡昭平
- 演出 - 出崎統
- 制作協力 - Aプロダクション、映音、東京アニメーションフィルム、東洋現像所
- 制作 - 毎日放送、東京ムービー

#### テレビアニメ版第1作の主題歌
歌手には数人の候補がいたが、それ以前に童謡や前番組の『ジャングル黒べえ』で一緒に仕事をしていた三沢郷の強い薦めにより大杉久美子が採用された。
EDのメロディの一部がテレビ版とレコード版で異なるのは、録音後に修正が入ったものの、テレビ版の差し替えがテレビ放送開始に間に合わなかったためである。通例それぞれTV version、レコードversionと称されるが、長年TV versionは映像媒体でしか聴くことができない幻の楽曲と思われていた。しかし2013年に発売された「エースをねらえ! オリジナル・サウンドトラック」 (STLC-003〜004)にて音源が発見・初収録され、TV versionはTVサイズのみならずステレオのフルサイズでも録音されていたことが明らかとなった。
挿入歌とEDには、森るみ子が歌うカヴァー版も存在するが、どちらもTVサイズとされるものしか作られておらず、実際に映像への使用もされなかった。
オープニングテーマ「エースをねらえ!」
作詞 - 東京ムービー企画部 / 作曲・編曲 - 三沢郷 / 歌 - 大杉久美子
エンディングテーマ「白いテニスコートで」
作詞 - 東京ムービー企画部 / 作曲・編曲 - 三沢郷 / 歌 - 大杉久美子
挿入歌「ひとりぽっちのコート」
作詞 - 東京ムービー企画部 / 作曲・編曲 - 三沢郷 / 歌 - 大杉久美子

#### テレビアニメ版第1作の各話リスト
| 話数   | 放送日         | サブタイトル               | シナリオ            | 絵コンテ      |
| ------ | -------------- | -------------------------- | ------------------- | ------------- |
| 第1話  | 1973年 10月5日 | テニス王国のシンデレラ     | 田村多津夫          | 崎枕          |
| 第2話  | 10月12日       | 選手はおまえだ！           | 田村多津夫          | 崎枕          |
| 第3話  | 10月19日       | 涙の地区予選               | 馬嶋満              | 吉川惣司      |
| 第4話  | 10月26日       | テニスコートの対決         | 朝木夢二            | 石黒昇        |
| 第5話  | 11月2日        | 鬼コーチにぶつかれ！       | 田村多津夫          | 吉川惣司      |
| 第6話  | 11月9日        | ああ！準決勝の日           | 馬嶋満              | 崎枕          |
| 第7話  | 11月16日       | 弾丸サーブのお蘭！         | 朝木夢二            | 波多正美      |
| 第8話  | 11月23日       | 赤いバラの挑戦             | 田村多津夫          | 崎枕          |
| 第9話  | 11月30日       | 白熱のマッチポイント！     | 馬嶋満              | 吉川惣司      |
| 第10話 | 12月7日        | 涙の退部とどけ             | 朝木夢二 田村多津夫 | 波多正美 崎枕 |
| 第11話 | 12月14日       | 恐怖のスピンドライブ！     | 馬嶋満              | 開田進        |
| 第12話 | 12月21日       | 決戦！お蝶対お蘭           | 朝木夢二            | 波多正美      |
| 第13話 | 12月28日       | すき！すき！すき！藤堂さん | 朝木夢二            | 崎枕          |
| 第14話 | 1974年 1月4日  | 燃えろ！木枯しの特訓       | 竹内啓雄            | 波多正美      |
| 第15話 | 1月11日        | ダブルスコンビ誕生の秘密   | 馬嶋満              | 吉川惣司      |
| 第16話 | 1月18日        | 恐怖の竜巻サーブ！         | 早田和夫            | 波多正美      |
| 第17話 | 1月25日        | うなる！魔のツイストサーブ | 馬嶋満              | 菊田武勝      |
| 第18話 | 2月1日         | 黒いスパイを叩け！         | 朝木夢二            | 九十英夫      |
| 第19話 | 2月8日         | 血ぞめの大逆転             | 竹内啓雄            | 崎枕          |
| 第20話 | 2月15日        | 朝やけのラリー             | 朝木夢二            | 崎枕          |
| 第21話 | 2月22日        | あやうし！ダブルス決勝     | 竹内啓雄            | 波多正美      |
| 第22話 | 3月1日         | 卒業試合に涙は無用！       | 馬嶋満              | 菊田武勝      |
| 第23話 | 3月8日         | 打ちこめ！この一球を       | 朝木夢二            | 波多正美      |
| 第24話 | 3月15日        | コートに舞うラブレター     | 佐藤実              | 崎枕          |
| 第25話 | 3月22日        | 男子テニスに負けるな！     | 竹内啓雄            | 波多正美      |
| 第26話 | 3月29日        | ひろみ対お蝶！最後の対決   | 馬嶋満              | 崎枕          |

#### 放送局（テレビアニメ版第1作）
- 毎日放送(MBS)（制作局）
- 北海道テレビ(HTB)：金曜 19:00 - 19:30[31]
- テレビ岩手(TVI)：土曜 17:30 - 18:00[32]
- 秋田放送(ABS)：水曜 17:00 - 17:30[33]
- 山形放送(YBC)：土曜 17:15 - 17:45（1974年4月13日まで）→ 木曜 18:00 - 18:30（1974年4月25日から）[34]
- 東北放送(TBC)：月曜 - 金曜 17:00 - 17:30[35]
- NETテレビ(NET)：金曜 19:00 - 19:30
- 北日本放送(KNB)：月曜 - 金曜 17:30 - 18:00（本放送終了後の1980年6月30日から放送）[36]
- 石川テレビ(ITC)：月曜 18:00 - 18:30（1973年10月15日より放送）[37]
- 福井テレビ(FTB)：火曜 18:00 - 18:30[38]
- 信越放送(SBC) : 月曜 17:15 - 17:45[39]
- テレビ山梨(UTY)：土曜 19:00 - 19:30[40]
- テレビ静岡(SUT)：火曜 18:00 - 18:300[40]
- 名古屋テレビ(NBN)：金曜 19:00 - 19:30[41]
- 山陰放送(BSS)：金曜 18:00 - 18:30[42]
- 岡山放送(OHK)
- 広島ホームテレビ(UHT)：日曜 7:25 - 7:55
- 瀬戸内海放送(KSB)：土曜 19:00 - 19:30
- 九州朝日放送(KBC)：金曜 19:00 - 19:30[43]
- 長崎放送(NBC)
- テレビ熊本(TKU)：木曜 19:00 - 19:30[43]
- 大分放送(OBS)：水曜 18:00 - 18:30[44]
- 宮崎放送(MRT)：日曜 10:30 - 11:00[45]
- 南日本放送(MBC)：日曜 10:00 - 10:30[45]

#### 劇場版
1973年12月20日、『東宝チャンピオンまつり』内で第1話を上映した。上映時間は25分。
併映は、『キングコングの逆襲』（リバイバル）・『ウルトラマンタロウ 燃えろ! ウルトラ6兄弟』・『侍ジャイアンツ』・『科学忍者隊ガッチャマン』・『山ねずみロッキーチャック』の5本。

#### ネット配信
- 2019年8月21日より、YouTubeの「TMSアニメ55周年公式チャンネル」から第3話までが無料配信されている。なおOP・EDとも、制作クレジットは初回と同じ「毎日放送 東京ムービー」のままである。

| NET（現・テレビ朝日）系列 金曜 19:00 - 19:30 | NET（現・テレビ朝日）系列 金曜 19:00 - 19:30      | NET（現・テレビ朝日）系列 金曜 19:00 - 19:30         |
| 前番組                                       | 番組名                                            | 次番組                                               |
| -------------------------------------------- | ------------------------------------------------- | ---------------------------------------------------- |
| ジャングル黒べえ （1973年3月2日 - 9月28日）  | エースをねらえ! （1973年10月5日 - 1974年3月29日） | 昆虫物語 新みなしごハッチ （1974年4月5日 - 9月27日） |

### 新・エースをねらえ! (テレビアニメ版第2作)
1978年10月14日 - 1979年3月31日、日本テレビ系列で放送、全25話

#### テレビアニメ版第2作の構成
- 前作終了より4年半を経て『エースをねらえ!』のスタッフ、一部キャストを変更してリメイクされた作品。日本テレビが、毎日放送・テレビ朝日（旧NETテレビ）・TBSテレビ（当時：東京放送）の版権の切れた旧作を東京ムービーから購入して放送したところ高視聴率となったため、新作を制作することが決まったという。
- 前作の続編ではなく、新作として原作の最初から第一部終了にあたる宗方の死までが描かれる。
- 旧作より原作に近い内容。同時期に制作された「宝島」のスタッフに名を連ねていた出崎、杉野らが参加していない。
- サブタイトルは毎回「○○と××と△△」というパターンになっている。

#### スタッフ
- 企画 - 吉川斌（NTV）
- プロデューサー - 武井英彦（NTV）、齋藤壽男（TMS）
- チーフディレクター - 岡崎稔
- 美術監督 - 小林七郎
- 撮影監督 - 高橋宏固
- 録音監督 - 中野寛次
- 録音技術 - 前田仁信
- タイトル - 藤井敬康
- 文芸担当 - 小野田博之
- 編集 - 鶴渕允寿、高橋和子
- 効果 - 倉橋静男（東洋音響）
- 選曲 - 鈴木清司
- 音楽 - 馬飼野康二
- 製作 - 東京ムービー新社

#### テレビアニメ版第2作の主題歌
以下、特に断りのない限り、作詞 - 竜真知子 / 作曲・編曲 - 馬飼野康二 / 歌 - VIP
オープニングテーマ「青春にかけろ!」
エンディングテーマ「明日に向って」
イメージソング
- 「いつもの街角」
- 「歩き疲れて」
- 「気になるお嬢さん」
- 「おやすみゴエモン」
- 「愛に包まれて」
- 「MY FANTASY」

作詞 - 奈良橋陽子 / 歌 - パトリック

#### テレビアニメ版第2作の各話リスト
| 話数   | 放送日          | サブタイトル                   | 脚本     | 演出       | 作画監督 |
| ------ | --------------- | ------------------------------ | -------- | ---------- | -------- |
| 第1回  | 1978年 10月14日 | ひろみとお蝶と鬼コーチ         | 藤川桂介 | 岡崎稔     | 端名貴勇 |
| 第2回  | 10月21日        | 選手と迷惑と藤堂さん           | 藤川桂介 | 井内秀治   | 端名貴勇 |
| 第3回  | 10月28日        | 仮病といじわると思いやり       | 荒木芳久 | 出﨑哲     | 端名貴勇 |
| 第4回  | 11月4日         | 試合とケイレンと自転車にのって | 荒木芳久 | 西牧ひでお | 端名貴勇 |
| 第5回  | 11月11日        | ひろみと妬み心と消えたラケット | 杉江慧子 | 不二みねお | 端名貴勇 |
| 第6回  | 11月18日        | 特訓とねばりとあついまなざし   | 藤川桂介 | 山吉康夫   | 端名貴勇 |
| 第7回  | 11月25日        | お蘭と素質と白いコート         | 藤川桂介 | 出崎哲     | 端名貴勇 |
| 第8回  | 12月2日         | 不安と不安と赤いバラ           | 荒木芳久 | 井内秀治   | 端名貴勇 |
| 第9回  | 12月9日         | 涙と退部と恋しいコート         | 荒木芳久 | 新田義方   | 端名貴勇 |
| 第10回 | 12月16日        | カムバックと情熱とお蝶夫人     | 杉江慧子 | 岡崎稔     | 端名貴勇 |
| 第11回 | 12月23日        | 憎しみとお蘭と冬の風           | 杉江慧子 | 山吉康夫   | 端名貴勇 |
| 第12回 | 12月30日        | ひろみとダブルスとコーチの秘密 | 藤川桂介 | 出崎哲     | 清山滋崇 |
| 第13回 | 1979年 1月6日   | 愛と闘志と宗方仁               | 荒木芳久 | 岡崎稔     | 端名貴勇 |
| 第14回 | 1月13日         | 握手とひけめと私のテニス       | 杉江慧子 | 新田義方   | 端名貴勇 |
| 第15回 | 1月20日         | 恋とパワーと軽井沢             | 藤川桂介 | 井内秀治   | 端名貴勇 |
| 第16回 | 1月27日         | 自信と過保護と例外メンバー     | 荒木芳久 | 山吉康夫   | 端名貴勇 |
| 第17回 | 2月3日          | 強敵と二敗と愛の翼             | 杉江慧子 | 出崎哲     | 清山滋崇 |
| 第18回 | 2月10日         | 人気とメダルと狙われる女       | 藤川桂介 | 井内秀治   | 端名貴勇 |
| 第19回 | 2月17日         | コンパと抱擁と板ばさみ         | 藤川桂介 | 西牧ひでお | 鈴木寿美 |
| 第20回 | 2月24日         | ひろみと海外遠征とコーチの計画 | 杉江慧子 | 永丘昭典   | 小田仁   |
| 第21回 | 3月3日          | ひろみと固い絆と南十字星       | 藤川桂介 | 山吉康夫   | 小田仁   |
| 第22回 | 3月10日         | 恋と挫折と再出発               | 杉江慧子 | 出崎哲     | 清山滋崇 |
| 第23回 | 3月17日         | 衝撃と波紋とお蝶夫人           | 藤川桂介 | 井内秀治   | 鈴木寿美 |
| 第24回 | 3月24日         | 愛と自覚と不吉な予感           | 杉江慧子 | 山吉康夫   | 清山滋崇 |
| 第25回 | 3月31日         | 輝く未来と永遠の別れと宗方仁   | 藤川桂介 | 岡崎稔     | -        |

#### 放送局（テレビアニメ版第2作）
※放送日時は1979年2月中旬 - 3月上旬時点（新潟総合テレビと北陸放送については本放送終了後に放映された日時）、放送系列は放送当時のものとする。
| 放送地域       | 放送局             | 放送日時           | 系列                                         | 備考                                                   |
| -------------- | ------------------ | ------------------ | -------------------------------------------- | ------------------------------------------------------ |
| 関東広域圏     | 日本テレビ         | 土曜 19:30 - 20:00 | 日本テレビ系列                               | 制作局                                                 |
| 北海道         | 札幌テレビ         | 土曜 19:30 - 20:00 | 日本テレビ系列                               |                                                        |
| 青森県         | 青森放送           | 土曜 19:30 - 20:00 | 日本テレビ系列 テレビ朝日系列                |                                                        |
| 岩手県         | テレビ岩手         | 土曜 19:30 - 20:00 | 日本テレビ系列 テレビ朝日系列                |                                                        |
| 宮城県         | ミヤギテレビ       | 土曜 19:30 - 20:00 | 日本テレビ系列                               |                                                        |
| 秋田県         | 秋田放送           | 土曜 19:30 - 20:00 | 日本テレビ系列                               |                                                        |
| 山形県         | 山形放送           | 土曜 19:30 - 20:00 | 日本テレビ系列                               |                                                        |
| 福島県         | 福島中央テレビ     | 土曜 19:30 - 20:00 | 日本テレビ系列 テレビ朝日系列                |                                                        |
| 山梨県         | 山梨放送           | 土曜 19:30 - 20:00 | 日本テレビ系列                               |                                                        |
| 静岡県         | 静岡けんみんテレビ | 土曜 19:30 - 20:00 | 日本テレビ系列 テレビ朝日系列                | 現：静岡朝日テレビ。                                   |
| 富山県         | 北日本放送         | 土曜 19:30 - 20:00 | 日本テレビ系列                               |                                                        |
| 福井県         | 福井放送           | 土曜 19:30 - 20:00 | 日本テレビ系列                               |                                                        |
| 中京広域圏     | 中京テレビ         | 土曜 19:30 - 20:00 | 日本テレビ系列                               |                                                        |
| 近畿広域圏     | 読売テレビ         | 土曜 19:30 - 20:00 | 日本テレビ系列                               |                                                        |
| 鳥取県・島根県 | 日本海テレビ       | 土曜 19:30 - 20:00 | 日本テレビ系列 テレビ朝日系列                |                                                        |
| 広島県         | 広島テレビ         | 土曜 19:30 - 20:00 | 日本テレビ系列                               |                                                        |
| 山口県         | 山口放送           | 土曜 19:30 - 20:00 | 日本テレビ系列 テレビ朝日系列                |                                                        |
| 徳島県         | 四国放送           | 土曜 19:30 - 20:00 | 日本テレビ系列                               |                                                        |
| 香川県         | 西日本放送         | 土曜 19:30 - 20:00 | 日本テレビ系列                               | 当時の放送免許エリアは香川県のみ。                     |
| 愛媛県         | 南海放送           | 土曜 19:30 - 20:00 | 日本テレビ系列                               |                                                        |
| 高知県         | 高知放送           | 土曜 19:30 - 20:00 | 日本テレビ系列                               |                                                        |
| 福岡県         | 福岡放送           | 土曜 19:30 - 20:00 | 日本テレビ系列                               |                                                        |
| 長崎県         | 長崎放送           | 土曜 19:30 - 20:00 | TBS系列                                      | 系列外局ながら同時ネット。                             |
| 大分県         | テレビ大分         | 土曜 19:30 - 20:00 | フジテレビ系列 日本テレビ系列 テレビ朝日系列 |                                                        |
| 鹿児島県       | 鹿児島テレビ       | 土曜 19:30 - 20:00 | フジテレビ系列 日本テレビ系列 テレビ朝日系列 |                                                        |
| 新潟県         | 新潟総合テレビ     | 金曜 17:20 - 17:50 | フジテレビ系列 日本テレビ系列 テレビ朝日系列 | 現：NST新潟総合テレビ。 本放送終了後、1979年頃に放映。 |
| 長野県         | 信越放送           | 水曜 17:00 - 17:30 | TBS系列                                      |                                                        |
| 石川県         | 北陸放送           | 水曜 17:30 - 18:00 | TBS系列                                      | 本放送終了後、1979年頃に放映。                         |
| 熊本県         | 熊本放送           | 火曜 17:00 - 17:30 | TBS系列                                      |                                                        |
| 宮崎県         | 宮崎放送           | 日曜 17:00 - 17:30 | TBS系列                                      |                                                        |

### ネット配信
2019年10月9日より「TMSアニメ55周年公式チャンネル」より3話までが配信されている。なおこちらの制作クレジットは、OPは「製作・著作 トムス・エンタテインメント」「アニメーション制作 東京ムービー」、EDは「製作・著作 トムス・エンタテインメント」に、それぞれ差し替えた。
| 日本テレビ系列 土曜 19:30 - 20:00                                                                          | 日本テレビ系列 土曜 19:30 - 20:00                      | 日本テレビ系列 土曜 19:30 - 20:00 |
| 前番組 | 番組名                                                 | 次番組                            |
| --- | ------------------------------------------------------ | --------------------------------- |
| オールスター親子で勝負! （1976年10月9日 - 1978年9月30日） ※本番組まで松下電器 （現：パナソニック）提供枠。 | 新・エースをねらえ! （1978年10月14日 - 1979年3月31日） | 土曜スペシャル ※19:30 - 20:54     |

### エースをねらえ! (劇場版)
1979年9月8日公開（東宝）、上映時間88分

#### 劇場アニメ版の構成
- 『新・エースをねらえ!』の好評を受けて映画化された。TVシリーズの再構成ではなく、劇場用として全て新規に制作されている。
- 出崎、杉野らが再び参加。原作の第一部を再構成し、約90分にまとめている。

#### スタッフ
- 製作 - 藤岡豊
- 製作補 - 片山哲生
- 監督 - 出崎統
- 脚本 - 藤川桂介
- 作画監督 - 杉野昭夫
- 美術監督 - 小林七郎
- 撮影監督 - 高橋宏固
- 録音監督 - 中野寛次
- 選曲 - 鈴木清司
- 製作デスク - 池田陽一
- 効果 - 倉橋静男
- 編集 - 鶴渕充寿
- 音楽 - 馬飼野康二[注釈 7]

#### 劇場アニメ版の主題歌
オープニングテーマ「まぶしい季節に」
作詞 - 竜真知子 / 作曲・編曲 - 馬飼野康二 / 歌 - 少年探偵団
エンディングテーマ「はるかな夢」
作詞 - 竜真知子 / 作曲・編曲 - 馬飼野康二 / 歌 - 少年探偵団
「エースをねらえ! 総音楽集」はパルによるカヴァー版、「東京ムービーアンソロジー6 劇場編」は映画本編の音声をそのまま流用、という形での収録となり、フルサイズのレコード音源のCD化に恵まれなかったが、2012年3月に発売されたコンピレーションアルバム「ガールズ・イン・テーマソングス Red」に収録、初CD化された。その後、2016年11月にリリースされた「劇場版 エースをねらえ! 総音楽集」にて、BGM全曲と併せてのCD化が実現している。なお、馬飼野が劇場用に新たに製作したBGMは、直後に馬飼野が担当した「ベルサイユのばら」に多数流用された。

#### 同時上映
『ピーマン80』
- 監督：居作昌果／主演：谷隼人

### エースをねらえ!2
OVAシリーズ（全13話）、VHS全6巻、1988年7月より発売（バンダイビジュアル）。1話30分、VHS版は2話または3話収録、LD版は3話または4話収録で発売された。地上波では日本テレビ、テレビ埼玉、札幌テレビ、西日本放送などで放送された。

#### OVA版『2』の構成
- アニメ『エースをねらえ!』の続編[50]。劇場版の公開より9年の年月を経て制作された。
- 原作の第二部の初映像化で、過去のどのアニメ版とも直接的には繋がらないので「続編的な位置付け」の作品である。
- 原作第二部同様、宗方の死の直前からスタートし、第二部中盤にあたる、ひろみが宗方の死から立ち直るまでを描く。
- 1988年7月[50]に劇場版が公開されているが、OVAの製作中に公開されたために物語が完結しておらず、宗方の葬儀までを90分に再編集したものとなっている。

#### スタッフ
- 総監修 - 出崎統
- プロデューサー - 鵜之沢伸、高橋豊、本村真章、青野史郎
- チーフディレクター - 古瀬登
- 作画監督・キャラクターデザイン - 杉野昭夫
- 撮影監督 - 高橋宏固
- 録音 - 東北新社
- 録音監督 - 山田悦司
- 選曲 - 鈴木清司
- 効果 - 倉橋静男（東洋音響→サウンドボックス）
- 音楽 - 芹澤廣明
- 製作 - バンダイ、東京ムービー新社

#### OVA版『2』の主題歌
オープニングテーマ「エンドレス・ドリーム」
作詞 - 竜真知子 / 作曲 - 芹澤廣明 / 編曲 - 矢島賢 / 歌 - 森口博子
エンディングテーマ「遠くから見ていて」
作詞 - 竜真知子 / 作曲 - 芹澤廣明 / 編曲 - 矢島賢 / 歌 - 森口博子

#### OVA版『2』の作品リスト
| 話数          | サブタイトル           | 脚本     | 絵コンテ   | 演出       | 美術監督 |
| ------------- | ---------------------- | -------- | ---------- | ---------- | -------- |
| 1             | 無二の親友の約束       | 三上牧子 | さきまくら | 篠原俊哉   | 石垣努   |
| 2             | 岡、エースをねらえ!    | 三上牧子 | さきまくら | 伯耆原深幸 | 石垣努   |
| 3             | コーチのいない海外遠征 | 中田玲子 | 矢野博之   | 小林孝志   | 荒井和浩 |
| 4             | 哀しみのニューヨーク   | 海渡理香 | 難波日登志 | 篠原俊哉   | 荒井和浩 |
| 5             | 残された日記           | 海渡理香 | 中村隆太郎 | 飯島正勝   | 広瀬義憲 |
| 6             | さよならコーチ         | 三上牧子 | 矢野博之   | 伯耆原深幸 | 荒井和浩 |
| 7             | 悲しみの中へ           | 三上牧子 | 難波日登志 | 小林孝志   | 金島邦夫 |
| 8             | 宗方仁のラケット       | 日吉恵   | 矢野博之   | 飯島正勝   | 金島邦夫 |
| 9             | 傷だらけのコート       | 日吉恵   | 篠原俊哉   | 篠原俊哉   | 広瀬義憲 |
| 10            | ライバルたち           | 日吉恵   | 難波日登志 | 伯耆原深幸 | 金島邦夫 |
| 11            | 決戦前夜               | 日吉恵   | 矢野博之   | 小林孝志   | 金島邦夫 |
| 12            | 弾丸サーブ・復活!      | 三上牧子 | さきまくら | 難波日登志 | 金島邦夫 |
| 13 （最終話） | きっと…見ている        | 三上牧子 | さきまくら | 篠原俊哉   | 金島邦夫 |

| 日本テレビ 火曜 17:00 - 17:30 | 日本テレビ 火曜 17:00 - 17:30 | 日本テレビ 火曜 17:00 - 17:30        |
| 前番組                        | 番組名                        | 次番組                               |
| ----------------------------- | ----------------------------- | ------------------------------------ |
| つる姫じゃ〜っ!               | エースをねらえ!2 （OVA）      | ちいさなおばけアッチ・コッチ・ソッチ |

### エースをねらえ!ファイナルステージ
OVAシリーズ（全12話）、VHS全6巻、1989年10月より発売（バンダイビジュアル）
1話30分、VHS版は2話または3話収録、LD版は3話または4話収録で発売された。

#### OVA版『ファイナルステージ』のアニメ版の構成
- 『エースをねらえ!2』の翌年に製作された続編。
- 前作『エースをねらえ!2』は原作の第二部中盤までをアニメ化したものであるが、今作は原作を離れ、ほぼアニメオリジナルのストーリーとなっている。
- 本作では藤堂・お蝶夫人をはじめとしたひろみの前の世代であり、選手としての末期にあるひろみ周辺人物に多くのスポットが当てられており、そんな彼らとひろみ自身の葛藤が描かれている。

#### スタッフ
- 監督 - 出崎統
- キャラクターデザイン - 杉野昭夫
- 作画監督 - 平山智
- 美術 - 大野広司（#1～5）、水谷利春（#6～9・#12）
- 音響監督 - 山田悦司
- 音響制作 - ゆりーか
- 選曲 - 鈴木清司
- 音響効果 - 倉橋静男（サウンドボックス）
- 音楽 - 芹澤廣明
- 製作 - 東京ムービー新社

#### OVA版『ファイナルステージ』の主題歌
オープニングテーマ「NEVER SAY GOOD BYE」
作詞 - 安藤芳彦 / 作曲 - 和泉一弥 / 編曲 - 根岸貴幸 / 歌 - 森口博子
本曲は森口博子の2ndアルバム『Prime Privacy』に収録されている「カリビアン・ブルー」の歌詞を変えて、オープニング用として1番のみ作られたためフルコーラスが存在しない（この1コーラス主題歌は森口のベストアルバム『ETERNAL SONGS II』に収録されている）。
エンディングテーマ「真夏のアリス」
作詞・作曲 - 山梨鐐平 / 編曲 - 根岸貴幸 / 歌 - 森口博子
こちらは森口の2ndアルバム『Prime Privacy』に収録されている楽曲をそのまま採用した。

#### OVA版『ファイナルステージ』の作品リスト
| 話数          | サブタイトル                   | 脚本   | 絵コンテ   | 演出     |
| ------------- | ------------------------------ | ------ | ---------- | -------- |
| 1             | 僕は好きだ、君が!              | 日吉恵 | さきまくら | 鍋島修   |
| 2             | 19才の夏                       | 日吉恵 | さきまくら | 飯島正勝 |
| 3             | NEVER SAY GOOD BYE             | 日吉恵 | さきまくら | 鍋島修   |
| 4             | 会いたい、藤堂さん…‥           | 日吉恵 | さきまくら | 飯島正勝 |
| 5             | もう引き返せない               | 森雅美 | 鍋島修     | 鍋島修   |
| 6             | ニューヨーク、藤堂さんのいる街 | 森雅美 | さきまくら | 飯島正勝 |
| 7             | ADVANTAGE…                     | 森雅美 | さきまくら | 鍋島修   |
| 8             | 最後の敗者復活戦…!             | 森雅美 | 鍋島修     | 飯島正勝 |
| 9             | クイーンズカップ'90開幕!       | 森雅美 | さきまくら | 鍋島修   |
| 10            | チャレンジャー・蘭子!          | 森雅美 | さきまくら | 飯島正勝 |
| 11            | もう、翔べなくなりました…      | 森雅美 | さきまくら | 鍋島修   |
| 12 （最終話） | FINAL STAGE                    | 森雅美 | さきまくら | 飯島正勝 |

### アニメ版のキャスト
|                       | 旧エース | 新エース   | 劇場版     | エース2  | ファイナルステージ |
| --------------------- | -------- | ---------- | ---------- | -------- | ------------------ |
| 岡 ひろみ             | 高坂真琴 | 高坂真琴   | 高坂真琴   | 水谷優子 | 水谷優子           |
| 宗方 仁               | 中田浩二 | 野沢那智   | 野沢那智   | 野沢那智 | 野沢那智           |
| 竜崎 麗香（お蝶夫人） | 池田昌子 | 池田昌子   | 池田昌子   | 榊原良子 | 榊原良子           |
| 藤堂 貴之             | 森功至   | 森功至     | 森功至     | 井上和彦 | 井上和彦           |
| 緑川 蘭子             | 沢田敏子 | 弥永和子   | 弥永和子   | 山田栄子 | 山田栄子           |
| 愛川 マキ             | 菅谷政子 | 菅谷政子   | 菅谷政子   | 菅谷政子 | 菅谷政子           |
| 音羽 京子             | 太田淑子 | 小宮和枝   | 小宮和枝   |          |                    |
| 尾崎 勇               | 池水通洋 | 豊田真治   | 豊田真治   | 梅津秀行 | 梅津秀行           |
| 千葉 鷹志             | 市川治   | 曽我部和行 | 曽我部和行 | 堀内賢雄 | 堀内賢雄           |
| 竜崎理事              | 加藤正之 | 納谷悟朗   | 納谷悟朗   | 藤本譲   | 藤本譲             |
| 宝力 冴子             |          | 吉田理保子 |            |          |                    |
| 友代                  |          |            |            |          | 三石琴乃           |
| 桂 大悟               |          |            |            | 玄田哲章 | 玄田哲章           |

## テレビドラマ
2004年1月15日から3月11日まで毎週木曜日21:00 - 21:54に、テレビ朝日系の「木曜ドラマ」枠で放送された。主演は上戸彩。
開局45周年記念ドラマとして、初めて実写版として放送された。ひろみ役は上戸彩が務めた。
テレビ朝日はその前身のNETテレビが、毎日放送制作のアニメ版のネット局だったため、同局での同作品は30年ぶりの放映となる。また同一スタッフによる少女スポ根漫画のドラマ化としては、この後『アタックNo.1』を制作。『エース』の登場人物たちがモブシーンに登場するというお遊びもあった。
2004年9月23日（木曜日20:00 - 21:54）には続編として、スペシャル版「奇跡への挑戦」が放送。ストーリーの主体はOVA『エースをねらえ!2』とほぼ同じ部分。

### テレビドラマ版のキャスト
県立西高等学校
生徒
- 岡ひろみ - 上戸彩
- 藤堂貴之 - 吉沢悠
- 竜崎麗香 - 松本莉緒
- 尾崎勇 - 石垣佑磨
- 音羽京子 - 金子さやか
- 愛川牧 - 森田彩華
- 千葉鷹志 - 柏原収史

コーチ
- 宗方仁 - 内野聖陽
- 桂大悟 - 寺脇康文（『奇跡への挑戦』）

加賀東高等学校
- 緑川蘭子 - 酒井彩名

県立西高等学校の関係者
- 竜崎総一郎 - 夏八木勲（特別出演）
- 藤堂の姉 - 水野真紀（友情出演）

岡家
- 岡美智子 - 高橋ひとみ
- 岡修造 - 高橋克実

その他
- 星野美保 - 塩山みさこ
- 島真理子 - 平岩紙
- 若月葵 - 若葉由奈
- 高橋麻衣 - セイラ
- 鈴木彩 - 斉藤ゆり
- 佐藤愛 - 神崎詩織
- 田中沙織 - 小野麻亜矢
- 渡辺あゆみ - 大久保綾乃
- 伊藤瞳 - 桜川博子
- 吉田由佳 - 長谷川恵美
- 中村恵 - 水野はるか
- 宝力冴子 - ベッキー
- 太田健作 - 甲本雅裕

### テレビドラマ版のスタッフ
- 脚本 - 瀧川晃代、金杉弘子、高山直也
- 音楽 - 住友紀人
- 演出 - 松田秀知（共同テレビ）、六車俊治（テレビ朝日）、小林義則（共同テレビ）
- オープニングテーマ - HIROMI「エースをねらえ!」（日本クラウン）
- エンディングテーマ - 上戸彩「愛のために。」（フライトマスター）
織田哲郎によるセルフカヴァー版も存在する。
- テニス監修 - 松岡修造
- 撮影協力 - 武蔵工業大学（現東京都市大学）
- チーフプロデューサー - 松本基弘（テレビ朝日）、関口静夫（共同テレビ）
- プロデューサー - 三輪祐見子（テレビ朝日）、森安彩（共同テレビ）
- 制作 - テレビ朝日、共同テレビ

### テレビドラマ版の放送日程
連続ドラマ
| 各話                                                       | 放送日        | サブタイトル             | 脚本     | 演出     | 視聴率 |
| ---------------------------------------------------------- | ------------- | ------------------------ | -------- | -------- | ------ |
| STORY 1                                                    | 2004年1月15日 | 鬼だ…鬼コーチだ          | 瀧川晃代 | 松田秀知 | 13.7%  |
| STORY 2                                                    | 2004年1月22日 | コートでは、誰でも一人だ | 瀧川晃代 | 松田秀知 | 15.3%  |
| STORY 3                                                    | 2004年1月29日 | あたくしかテニスか!?     | 金杉弘子 | 六車俊治 | 12.4%  |
| STORY 4                                                    | 2004年2月05日 | これが本物のダブルス     | 高山直也 | 小林義則 | 12.7%  |
| STORY 5                                                    | 2004年2月12日 | 恋をしても溺れるな       | 瀧川晃代 | 六車俊治 | 11.4%  |
| STORY 6                                                    | 2004年2月19日 | テニスへの冒涜           | 高山直也 | 小林義則 | 12.9%  |
| STORY 7                                                    | 2004年2月26日 | 絶対無二の一球           | 高山直也 | 松田秀知 | 11.7%  |
| STORY 8                                                    | 2004年3月04日 | ひろみ、最後よ           | 瀧川晃代 | 小林義則 | 14.8%  |
| STORY 9                                                    | 2004年3月11日 | 岡エースをねらえ         | 瀧川晃代 | 六車俊治 | 14.2%  |
| 平均視聴率 13.2%（視聴率は関東地区・ビデオリサーチ社調べ） |               |                          |          |          |        |

スペシャル
| 放送日        | サブタイトル | 脚本     | 演出     |
| ------------- | ------------ | -------- | -------- |
| 2004年9月23日 | 奇跡への挑戦 | 瀧川晃代 | 六車俊治 |

### テレビドラマ版の備考
- テレビ朝日開局45周年記念ドラマは2003年10月 - 12月に、前時間帯（通常の木曜ミステリー枠）で「西部警察2003」が放送される予定であったが、ロケ先の名古屋での撮影中の事故により  制作・放送中止となり、急遽｢エースをねらえ!｣が代替のテレビ朝日開局45周年記念ドラマとして制作・放送された。
- DVD第5巻には未公開シーンの追加など新たに再編集した最終回スペシャルエディション版が収録されており、終盤はひろみと宗方の絆を強調した構成になっている。
- 月曜日22時台での遅れネット局のうち、四国放送・高知放送がこの作品をもってこの時間枠でのネットをそれぞれ終了している。

| テレビ朝日系 木曜ドラマ                       | テレビ朝日系 木曜ドラマ                   | テレビ朝日系 木曜ドラマ                    |
| 前番組                                        | 番組名                                    | 次番組                                     |
| --------------------------------------------- | ----------------------------------------- | ------------------------------------------ |
| トリック（第3期） （2003.10.16 - 2003.12.18） | エースをねらえ! （2004.1.15 - 2004.3.11） | 電池が切れるまで （2004.4.22 - 2004.6.24） |

## ゲーム
- エースをねらえ! - 1993年12月22日発売。日本テレネット (ゲーム会社)より販売。スーパーファミコン用ソフト。
  - テニスゲーム。イベントシーンは2D表現で描かれるが、対戦は移動カメラを導入した3D表現で描かれる。しかしぐるぐると動き回るカメラに酔うこともあるため、ゲームとしての評価は芳しくない[51]。
- エースをねらえ! 狙打 〜タイピングスマッシュ〜 - 2002年11月30日発売。SSIトリスターより販売。Windows用及びClassic Mac OS用[52]。
  - 女性向けタイピング練習ソフト。ボイスは『新・エースをねらえ!』基準でキャストが起用されている。

## パチンコ・パチスロ
- パチンコ - CRエースをねらえ! （2011年、エース電研）
- パチスロ - エースをねらえ! （2009年、ゴールドオリンピア）

## 関連商品

### LP・CD
LPレコード
- 新・エースをねらえ! / SKD-2001 - 1978年11月5日発売

VIPによるテレビアニメ版第2作の主題歌2曲と挿入歌6曲に加え、ステレオBGMを4トラック（「君に捧げる僕の愛」「白熱のテニスコート」「憧れのお蝶夫人」「不死鳥の人宗方」）収録。
- 新・エースをねらえ! Vol.2 / SKD(H)-2011 - 1979年9月21日発売

テレビアニメ版第2作の主題歌2曲に、同作のテレビ名場面を加えた、ドラマ編サウンドトラック。台本とカラーポスター付き。
- 新・エースをねらえ! III 音楽集 / K22G-7009 - 1981年1月21日発売

テレビアニメ版第2作の主題歌2曲と、そのBGM集。主題歌の2曲を除いてBGMはモノラル。
- エースをねらえ! BGM集 / K22G-7024 - 1981年5月21日発売

テレビアニメ版第1作の主題歌2曲と、そのBGM集。主題歌の2曲を除いてBGMはモノラル。
- 劇場版 エースをねらえ! ドラマ編 / K18G-7078〜7079 - 1982年4月21日発売

劇場アニメ版の音声を完全収録したドラマ編サウンドトラック。ただし権利の問題で劇場版の主題歌2曲はパルによるカヴァーが収録された。絵コンテ付き。
- エースをねらえ! 総音楽集 / K25G-7378 - 1988年7月21日発売

テレビアニメ版第1作、同第2作、劇場アニメ版の各主題歌および、OVA『エースをねらえ!2』の主題歌とBGMを収録。ただし劇場版の主題歌はドラマ編LP同様にパルによるカヴァー・ヴァージョン。
CD
- エースをねらえ! 総音楽集 / K30X-7124 - 1988年7月21日発売（LPレコードと同時発売）

収録内容はLP（上記）と同一のもの。1993年1月9日に型番を変更し(KICA-2120)、再プレスされた。
- 懐かしのミュージッククリップ3 エースをねらえ! / TOCT-9358 - 1996年3月6日発売

テレビアニメ版第1作のBGM集。EDと挿入歌は、大杉久美子版と森るみ子版の両者を収録。大杉久美子版主題歌のレコード・ヴァージョン2曲を除いて、BGM・挿入歌その他すべてモノラル（大杉久美子による挿入歌「ひとりぽっちのコート」フルサイズはレコード用テープが見つからず、MEテープから収録したためモノラルとなっている）。
- エースをねらえ! オリジナル・サウンドトラック / STLC-003〜004(NKCD-6630〜31) - 2013年3月7日発売

LPレコードK22G-7024の構成を参考にしつつ、主題歌に加えBGMを完全収録した2枚組。「白いテニスコート」のTV versionもTVサイズとフルサイズの2種類で初収録。BGM全曲とカラオケ、各TVサイズはモノラルだが、大杉久美子による挿入歌「ひとりぽっちのコート」フルサイズはステレオ収録となった。
- 新・エースをねらえ! VIP / STLC-005(NKCD-6641) - 2013年7月31日発売

LPレコードSKD-2001の12曲に加え、OP/EDのオリジナル・カラオケ、VIPのシングル曲「南十字星」「たそがれハーバー」「きらめきの季節（とき）」「おしえて下さい」をボーナストラックとして収録。
- 新・エースをねらえ! 音楽集 / STLC-006(NKCD-6657) - 2013年12月25日発売

LPレコードK22G-7009の構成を基本にしつつ大幅に収録曲を増補、作品用に作曲されたBGMのほとんどを網羅し、正副主題歌2曲のTVサイズとTVサイズ・カラオケを加えている。BGMは一部を除き2チャンネル・モノラルの音源のまま収録されている。
- 劇場版 エースをねらえ![総音楽集] / （商品番号なし）

バンダイ・ビジュアルより2001年11月25日にリリースされた劇場版DVD(BCBA-0657)の付録特典CD。フィルム・ダビング用に編集されていたサウンドトラック音源（モノラル）と、オリジナル・スコア（2チャンネル・モノラル）を全曲収録したBGM集。劇場版の正副主題歌は権利の問題で収録されていない。
- 劇場版 エースをねらえ! 総音楽集 / STLC-008～9 - 2016年11月30日発売

上記のDVD特典のCDを参考に、DISC1は映画ダビング用に編集されたモノラルのサウンドトラック音源をそのまま収録、DISC2は2チャンネル・モノラル録音のオリジナル・スコアを、簡易的なステレオMIXを施して全曲収録。正副主題歌は許諾を得た上での、少年探偵団によるオリジナル・ヴァージョンの映画サイズ（劇中version）、フルサイズ、オリジナル・カラオケの収録がかなった。

### その他
エースをねらえ! 鍋スープシリーズ
丸大食品より、2011年9月上旬発売
- エースをねらえ! 岡ひろみのメラメラ美燃系ピリ辛トマト鍋
- エースをねらえ! お蝶夫人のキラキラ美麗系コラーゲン白湯鍋

お腸夫人
2003年にダイドードリンコから発売されたドリンク。ラベルには竜崎麗香の絵とセリフのパロディが使われた。